# Paratus
Paratus es un género de arañas araneomorfas de la familia Liocranidae. Se encuentra en  Asia.

## Lista de especies
Según The World Spider Catalog 12.0:
- Paratus halabala Zapata & Ramírez, 2010
- Paratus indicus Marusik, Zheng & Li, 2008
- Paratus reticulatus Simon, 1898
- Paratus sinensis Marusik, Zheng & Li, 2008